# Maxey Long
Maxwell Clifton "Maxey" Long (nacido el 16 de octubre de 1878 y fallecido el 4 de marzo de 1959) fue un atleta estadounidense ganador de la medalla de oro en la prueba de los 400 m en los Juegos Olímpicos de París 1900.
Ganó tres títulos de la AAU (Unión atlética Amateur) entre los años 1898 y 1900 y un título de la IC4A en 1899 todos en la prueba de las 440 yardas. También logró los títulos de la AAU en las 220 yardas en 1901 y el de las 100 yardas en 1901. 
En los Juegos Olímpicos de París 1900, Long lideró la carrera desde la salida superando a su compatriota William Holland por casi tres metros de distancia. El 29 de septiembre de ese mismo año rebajó el récord de las 440 yardas con una marca de 47.8, superándola a los pocos días con un registro de 47.0.